# Papuapsylla hollandi
Papuapsylla hollandi är en loppart som beskrevs av Mardon 1976. Papuapsylla hollandi ingår i släktet Papuapsylla och familjen Stivaliidae. Inga underarter finns listade i Catalogue of Life.